# Leon Lagerlöf
Johan Leonard „Leon” Lagerlöf (ur. 8 kwietnia 1870 w Nordmaling, zm. 30 listopada 1951 w Sztokholmie) – szwedzki strzelec, dwukrotny medalista olimpijski.

## Kariera
W swojej karierze wziął udział w trzech edycjach igrzysk olimpijskich, w latach 1912–1924. W Antwerpii zdobył dwa medale w drużynie – srebrny, razem z Sigvardem Hultcrantzem, Erikiem Ohlssonem, Oscarem Erikssonem i Ragnarem Stare, oraz brązowy – razem z Ollem Ericssonem, Walfridem Hellmanem, Moritzem Erikssonem i Hugonem Johanssonem.